# Trichocolea mexicana
Trichocolea mexicana là một loài rêu trong họ Trichocoleaceae. Loài này được Stephani mô tả khoa học đầu tiên năm 1909.
Danh pháp khoa học của loài này chưa được làm sáng tỏ. 